# Kulturfestival Kunstflecken

NDR Intensiv-Station beim Kunstflecken 2010 in der Werkhalle

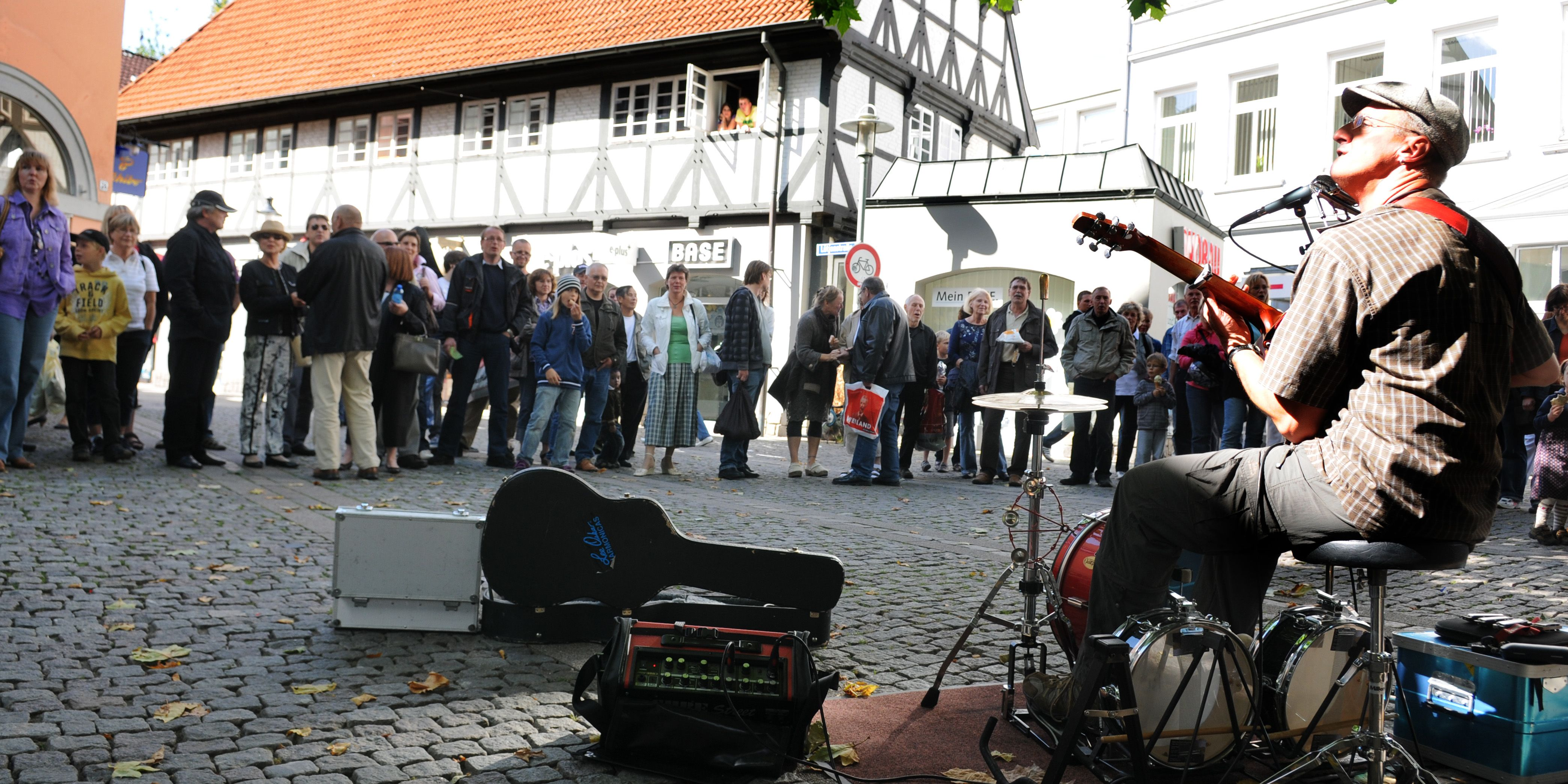
Straßenmusikfestival BaDaBoom beim Kunstflecken 2010

Ausstellung Medienkunst der Muthesius Kunsthochschule beim Kunstflecken 2011

Der Kunstflecken ist ein spartenübergreifendes Kulturfestival, das seit 1999 jährlich im September in Neumünster in Schleswig-Holstein stattfindet. In den drei Festivalwochen können Besucher neben Konzerten, Kabarett- und Kinoveranstaltungen, Poetry Slam und Performances auch Kunstaktionen und Ausstellungen in der Innenstadt von Neumünster erleben.

## Veranstaltungsorte
Die Veranstaltungen und Ausstellungen finden in ungewöhnlichen Räumen statt, denn ein Merkmal des Festivals ist es, Kultur an „kulturfernen“ Orten zu präsentieren.  Vor allem historische Industrieräume werden im Rahmen des Festivals genutzt. Organisiert und veranstaltet wird das Kulturfestival vom Kulturbüro der Stadt Neumünster.
Die Veranstaltungen des Festivals fanden bis 2007 in einem Lokschuppen zwischen historischen Dampfloks statt. Seit 2009 ist die „Werkhalle“, das Museumsdepot des  Museums Tuch + Technik, der zentrale Festivalort. Zwischen historischen Textilproduktions- und Webmaschinen wird eine Bühne für die unterschiedlichen Veranstaltungen aufgebaut. Für die Ausstellungen und Kunstaktionen des Festivals werden wechselnde Orte genutzt, so z. B. eine historische Papierfabrik (2017), ein ehemaliges Industrielabor (2008), die Stadttöpferei Neumünster (2010), die Bürgergalerie und die Alte Holstenbrauerei  (2009, 2011).

## Programmschwerpunkte
Das Veranstaltungsprogramm des Kulturfestivals Kunstflecken umfasst u. a.:
- Jazz (u. a. Nils Wülker (2009), Victoria Tolstoy (2010), Rigmor Gustafsson und das radio.string.quartet.vienna (2011), Tingvall Trio (2011, 2013, 2015), Malia (2012), Gregory Porter (2013, 2018), Omar Sosa featuring Joo Kraus und Gustavo Ovalles (2014), Brad Mehldau (2015), Cyrille Aimée (2016), Christian McBride (2017), Vincent Peirani (2019))
- Weltmusik (u. a. Etta Scollo (2011), Terje Isungset (2011), Dobet Gnahoré (2012), Souad Massi (2013); Carminho (2014), Gasandji (2015), Amadou & Mariam (2015), Oum (2016), Ruthie Foster (2017), Alejandra Ribera (2017), Ladysmith Black Mambazo (2018), Piers Faccini (2018), Goran Bregović (2019))
- Kabarett (u. a. Weber-Beckmann (2009), Sebastian Krämer & Marco Tschirpke (2010), Jochen Malmsheimer (2011), Erstes Deutsches Zwangsensemble (2012), Michael Ehnert (2013), Django Asül (2014), Wladimir Kaminer (2015), Horst Evers (2016), Philipp Scharrenberg (2017), Das Lumpenpack (2018), Starbugs (2019))
- A Cappella (u. a. Kraja (2009), LaLeLu (2010), Ommm (2011, 2018), The Magnets (2012), The Boxettes (2013), Naturally 7 (2014), ONAIR (2015), Opus Jam (2016), Jazzation (2017), Ladysmith Black Mambazo (2018), The Idea of North (2019))

Bei der Veranstaltung „Fleckendonner“ treten an drei Abenden junge Künstler aus Neumünster und Schleswig-Holstein auf. Im Rahmen dieser Veranstaltungen wird im jährlichen Wechsel auch der Jazzförderpreis des Kulturforums Schleswig-Holstein (seit 2011) und der Jazzfördererpreis des Landesmusikrates Schleswig-Holstein (seit 2012) verliehen.
Am zweiten Kunstfleckentag findet jährlich das  Straßenmusikfestival „BaDaBoom“ in der Innenstadt statt.

## Ausstellungsprogramm
Das Ausstellungsprogramm wurde bis ins Jahr 2009 durch die jurierte Gruppenausstellung „Kunst in Neumünster“ bestimmt, an der sich Künstler aus Schleswig-Holstein beteiligten. Seit 2010 setzt das Festival jeweils Schwerpunkte in einem Bereich der bildenden Kunst wie zum Beispiel im Jahr 2010 mit dem „Internationalen Keramiksymposium Neumünster“, und im Jahr 2011 mit einer Medienkunst-Ausstellung der Muthesius Kunsthochschule Kiel. Künstler aus Neumünster und der Region präsentieren ihre Arbeiten in den „Ausstellungen im Zentrum“.